# ФК „Струга“
ФК „Струга“ Трим-Лум е футболен отбор от град Струга, Северна Македония. Клубът играе мачовете си на стадион Градска плажа. Цветовете на отбора са червено и бяло
Клубът е основан през 2015 година като започва от най-ниското ниво на македонския футбол и постепенно се изкачва до първа лига на страната.

## Трофеи
Първа македонска футболна лига (1)
 Шампион (2): 2022/23, 2023/24
Втора македонска футболна лига – Запад (1)2018/19
Трета македонска футболна лига – Югозапад (1)2016/17
Общинска футболна лига – Струга (1)2015/16